# Rita Vittadini
Rita Vittadini (ur. 19 marca 1914 w Pawii, zm. 25 kwietnia 2000) – włoska gimnastyczka, srebrna medalistka letnich igrzysk olimpijskich w 1928.
W 1928 została wraz z Biancą Ambrosetti, Lavinią Gianoni, Luiginą Giavotti, Virginią Giorgi, Germaną Malabarba, Carlą Marangonii, Luiginą Perversi, Dianą Pizzavini, Luisą Tanzini, Caroliną Tronconi  i Ines Vercesi srebrną medalistką w wieloboju drużynowym w gimnastyce na IX Letnich Igrzyskach Olimpijskich w Amsterdamie (były pierwszymi włoskimi medalistkami olimpijskimi).